# Ireneo L. Lit, Jr.
Ireneo „Jun“ Latunio Lit, Jr. (* 2. Oktober 1960 in Lipa City, Batangas) ist ein philippinischer Entomologe. Seine Forschungsinhalte befassen sich mit der Biologie, der Biodiversität, der Evolution und der Systematik von Insekten.

## Leben
Lit erwarb 1983 seinen Bachelor of Science in den Agrarwissenschaften (BSA) im Hauptfach Entomologie. 1989 graduierte er in Systematischer Entomologie zum Master of Science. 2000 wurde er zum Ph.D. an der Unibersidad ng Pilipinas Los Baños (UPLB) promoviert. Von 1994 bis 1997 war er Postgraduierten-Forschungsstipendiat für Ökologie, Evolution und Systematische Entomologie an der Australian National University.
Gegenwärtig ist Lit Professor an der Abteilung für Umweltbiologie im Institut für Biowissenschaften an der Fakultät für Kunst und Wissenschaften der UPLB, wo er Graduierten- und Grundstudiumslehrgänge in Ökologie, Umweltbiologie, Umweltmanagement, Evolutionsbiologie, Naturschutzbiologie in den Tropen, Entomologie, Systematik, Höhlenökologie, wissenschaftliches Schreiben sowie den allgemeinen Bildungskurs Naturwissenschaft – Der lebendige Planet unterrichtet.
Lits Forschungsinteressen umfassen die Bereiche Systematik der Gliederfüßer (Schildläuse, einschließlich Wollläuse, Gespenstschrecken, von denen er zusammen mit Orlando L. Eusebio acht bis heute (Mitte 2025) gültige, neue Arten beschrieb, Ameisen, Boden- und Höhlenarthropoden, Schmetterlinge), terrestrische Boden- und Höhlenbiodiversität, Ökologie der Mutualismen bei Ameisen, Interaktionen zwischen Wirtspflanzen und herbivoren Gliederfüßern, Gefährdung von Bambus und anderen Pflanzen durch Insekten sowie die biologische Sicherheit von insektengeschützten biotechnologischen Hybriden mit Nicht-Zielorganismen.
Lit ist Kurator für Wollläuse und andere Schildläuse (Coccoidea) in der entomologischen Abteilung des Naturkundemuseums der UPLB, wo er von 2006 bis 2015 als Direktor diente. Ferner ist er assoziierter Professor im Institut für Unkrautkunde, Entomologie und Pflanzenpathologie, in der Abteilung für forstliche Biowissenschaften sowie in der Fakultät für Umweltwissenschaften und -management.
Er ist auch Ausschuss-Mitglied für die philippinische Rote Liste und er war Vorsitzender und Mitglied verschiedener Redaktionsausschüsse mehrerer Peer-Reviewed Zeitschriften, insbesondere The Philippine Agricultural Scientist, The Philippine Entomologist, den UPLB Museum Publications in Natural History und dem International Journal of Entomological Research.

## Dedikationsnamen und Auszeichnungen
Nach Lit sind die Gespenstschreckenarten Tisamenus irenoliti und Baculofractum junliti, die Spinnenart Prolochus junlitjri sowie die Hoya-Art Hoya litii benannt. Er erhielt zwei Auszeichnungen von der UPLB: 2013 den Outstanding Senior Scientist Award und 2020 den Outstanding Teacher Award in den Biowissenschaften.